# Virtus Pallacanestro Bologna 1949-1950

## Roster
Virtus Bologna
- Giancarlo Marinelli (capitano)
- Mario Bendandi
- Gianfranco Bersani
- Sergio Ferriani
- Carlo Negroni
- Renzo Ranuzzi
- Luigi Rapini
- Rinaldo Rinaldi
- Paride Setti
- Dario Zucchi
- Dino Zucchi

## Staff Tecnico
- Allenatore:  Renzo Poluzzi

## Risultati
- Serie A:  2ª classificata su 14 squadre (20-6)